# Борис Янев (Голем Върбовник)
 Тази статия е за анархиста от Голем Върбовник.  За анархиста от Пазарджик вижте Борис Янев (Пазарджик).  
Борис Марков Янев (28 септември 1927, Голем Върбовник – Дупница, 2018) е български анархист, политически затворник и лагерист в концентрационния лагер на остров Белене.
Още като ученик в Дупнишката мъжка гимназия, където учи е силно повлиян от свои учители и по-големи ученици и така се увлича по анархистките идеи. Запленен е две неща в анархизма: Първо, че анархистът е свободен човек, който сам може да определя своите идеи и борби. Второто е, че тази политическа идеология поставя в центъра на системата човека с неговите социални потребности.
Анархистите в България не са долюбвани и преди 9 септември 1944 г. от властта. Като повечето от тях след войната, той се обявява открито против комунистическата партия и за премахване на отечественофронтовската власт. След преврата е въдворен по политически причини, без съд и присъда, без да може да се защити в лагера „Белене“ в периода от 1949 до 1951 г., като политически затворник. Той, както и много други, е арестуван, защото е част от организация за оказване на взаимопомощ на други осъдени без съд и присъда и на семейства им, които са разселени и оставени без препитание. Анархистите събират храна, дрехи, пари в помощ на пострадалите от репресиите и семействата им, а тези акции не остават незабелязани от органите на ДС.
По време на арестуването му е откаран в град Перник. Там прекарва в ареста една седмица и е подложен на побоища и разпити. След това е изпратен в ареста на Държавна сигурност на бул. „Мария Луиза“ в София. Там също е бит и изтезаван в продължение на осемдесет и четири денонощия. Това е, въпреки че нито е имал оръжие, нито е участвал, нито е имало акции за саморазправа или някакво насилие от негова страна. В досието му е отбелязано че е скромен, възпитан, че се ползва с уважение, че е работлив, че не пие и пуши, че няма противообществени прояви.
За да илюстрира положението в лагерите, бившият лагерист Трифон Силяновски, композитор, пианист, педагог, правист казва:
| „ | Най-добрите, най-чистите и топли хора, при които нямаше предателство, това бяха анархистите. Трябва да кажа, че сравнение с тях ние пет пари не струвахме. Получава колет, ще вземе една хапка и другото всичко ще раздаде. Ще дойде, ще те подкрепи, ще те попита уморен ли си. Това само анархист можеше да го направи. | “ |

След като е освободен от лагера Янев записва три месечен курс по електротехника в София. След прекаран стаж се завръща и се включва усилено в електрификацията на района на Разметаница. До тогава електричество е имало само в Дупница.
След промените от 1990 г. Борис Янев е много разочарован, че предишните управници не само не поемат отговорност за извършените престъпления, но и така не са отстранени от властта.

## Автобиография и биография
- Янев, Борис. Не спирай! Продължавай напред! Животът на Борис Марков.   Дупница, Емилия Маркова, 2017. ISBN 978-619-90860-0-1.
- Маркова, Емилия. Живот с отрязани криле.   София, Емилия Маркова, 2022. ISBN 978-619-90860-2-5. с. 140.